# Chandanhosur, Belgaum
Chandanhosur là một làng thuộc tehsil Belgaum, huyện Belgaum, bang Karnataka, Ấn Độ.